# Битва при Сарагархі
Битва при Сарагархі була битвою між Британською Індією та афганськими племенами напередодні Тірахської кампанії. 12 вересня 1897 року, за оцінками, 12 000 – 24 000 афганців племен Оракзай та Афріді були помічені біля Гогри, в Самана Сук і навколо Сарагархі, відрізаючи форт Гулістан від форту Локхарт. Афганці напали на форпост Сарагархі. На чолі з хавільдаром Ішаром Сінгхом 21 солдат у форті — усі вони були сикхами — відмовилися здатися й були знищені. Пост був відбитий через два дні іншим британським індійським контингентом.
Усі 21 солдат, що брали участь у битві, були посмертно нагороджені індійським орденом «За заслуги», який був найвищою нагородою, яку міг отримати індійський солдат на той час. 4-й батальйон Сикхського полку Індійської армії щорічно вшановує роковини битви, 12 вересня, як День Сарагархі.

## Передумови

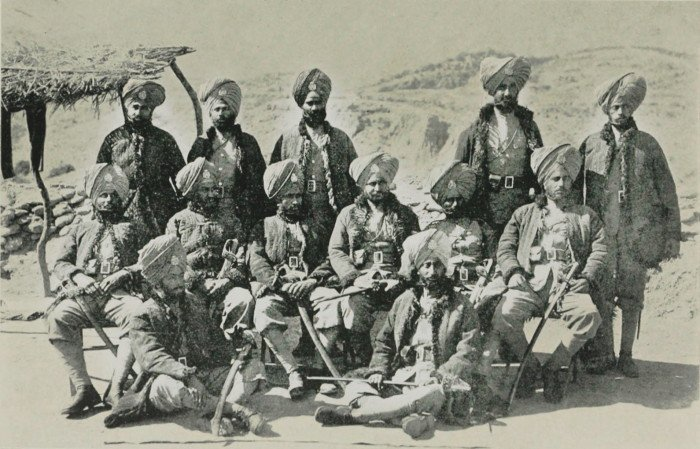
Солдати 36-го сикхського полка. Тирах, 1897 р.

Сарагархі було невеликим селом у прикордонному районі Кохат, в сучасному Пакистані. 20 квітня 1894 року було створено 36-й сикхський полк британської індійської армії під командуванням полковника Дж. Кука, який повністю складався з сикхів-джатів. У серпні 1897 року п'ять рот 36-го сикхського полка під командуванням підполковника Джона Готона були відправлені до північно-західного кордону Британської Індії (сучасна Хайбер-Пахтунхва).
Британцям частково вдалося отримати контроль над цією нестабільною територією, але племена пуштунів час від часу продовжували нападати на британські загони. Отже, на основі фортів, побудованих ще Ранджитом Сінгхом, правителем Сикхської імперії, було розбудовано лінію оборони. Двома з цих фортів були форт Локхарт (на хребті Самана в горах Гіндукуш) і форт Гулістан (хребет Сулейман), розташовані за кілька миль один від одного. Через те, що між фортами не було візуального контакту, у Сарагархі було створено геліографічний пункт зв'язку. Пост Сарагархі, розташований на скелястому хребті, складався з невеликого блокгауза з валами та сигнальною вежею.
У 1897 році почалося повстання афганців, і між 27 серпня та 11 вересня сикхами було зірвано багато спроб захопити ці форти. Так, 3 та 9 вересня було атаковано форт Гулістан. Обидві атаки було відбито, і колона допомоги з форту Локхарт, повертаючись, посилила загін зв'язку, розміщений у Сарагархі, збільшивши його чисельність до трьох унтер-офіцерів і вісімнадцяти рядових.

## Битва

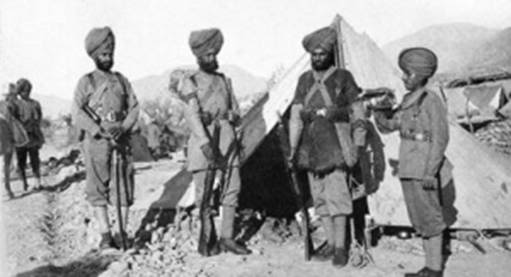
Сикхські солдати, с. 1890 рік

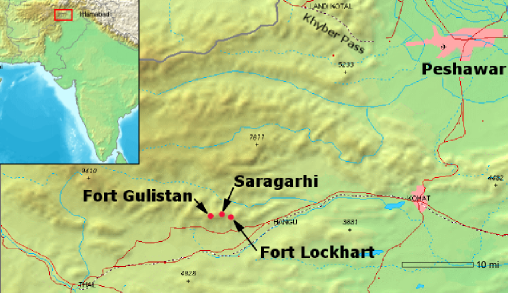
Карта місця битви

Хід битви при Сарагархі вважається відомим доволі детально, оскільки сипай Гурмукх Сінгх протягом всієї битви сигналізував про події у Форт Локхарт за допомогою геліографа.
- Близько 09:00 6 000-10 000 афганців досягають сигнального поста в Сарагархі.
- Сипай Гурмукх Сінгх сигналізує про атаку полковнику Готону, який знаходиться у форті Локхарт. Готон заявляє, що не може негайно надіслати допомогу Сарагархі.
- Солдати в Сарагархі вирішують битися до останнього, щоб виграти час, за який до фортів мало підійти підкріплення.
- Сипай Бхагван Сінгх став першим солдатом, якого вбили, а наїк (капрал) Лал Сінгх отримав серйозне поранення. Як повідомляється, Лал Сінгх і Джіва Сінгх переносять тіло Бхагван Сінгха назад за внутрішню стіну форта.
- Афганці ламають частину стіни форта.
- Готон сигналізує, що, за його оцінками, на Сарагархі нападає від 10 000 до 14 000 пуштунів.
- Лідери пуштунів спонукають солдат здатися.
- Повідомляється, що було зроблено дві рішучі спроби відкрити ворота, але вони були безуспішні. Пізніше було пробито стіну.
- Хавільдар (сержант) Ішар Сінгх наказує своїм людям відступити за внутрішню стіну, а він лишається, щоб прикрити їхній відступ. Після прориву внутрішньої стіни всі солдати, що захищали форт, крім одного, були вбиті.
- Сипай Гурмукх Сінгх, який повідомляв Готону про бій як сигналіст, був останнім захисником, який вижив. Його останнім повідомленням було прохання дозволу взяти в руки гвинтівку. Отримавши дозвіл, він зібрав геліограф і почав обороняти свій сингальний пункт. Вважається, що він убив 40 афганців, і пуштуни були змушені підпалити пост, щоб убити його. Кажуть, що Сінгх, помираючи, неодноразово вигукував бойовий клич сикхів «Bole So Nihal, Sat Sri Akal!» («Буде блаженний навіки той, хто каже, що Бог — єдина істина»).

### Солдати
Серед оборонців форту були:
 
1. Хавільдар (сержант) Ішар Сінгх (полковий номер 165)
2. Наїк (капрал) Лал Сінгх (332)
3. Ленс наїк (молодший капрал) Чанда Сінгх (546)
4. Сипай Сундар Сінгх (1321)
5. Сипай Рамм Сінгх (287)
6. Сипай Уттар Сінгх (492)
7. Сипай Сахіб Сінгх (182)
8. Сипай Хіра Сінгх (359)
9. Сипай Дая Сінгх (687)
10. Сипай Дживан Сінгх (760)
11. Сипай Бхола Сінгх (791)
12. Сипай Нараян Сінгх (834)
13. Сипай Гурмукх Сінгх (814)
14. Сипай Дживан Сінгх (871)
15. Сипай Гурмук Сінгх (1733)
16. Сипай Рам Сінгх (163)
17. Сипай Бхагван Сінгх (1257)
18. Сипай Бхагван Сінгх (1265)
19. Сипай Бута Сінгх (1556)
20. Сипай Дживан Сінгх (1651)
21. Сипай Нанд Сінгх (1221)

## Наслідки

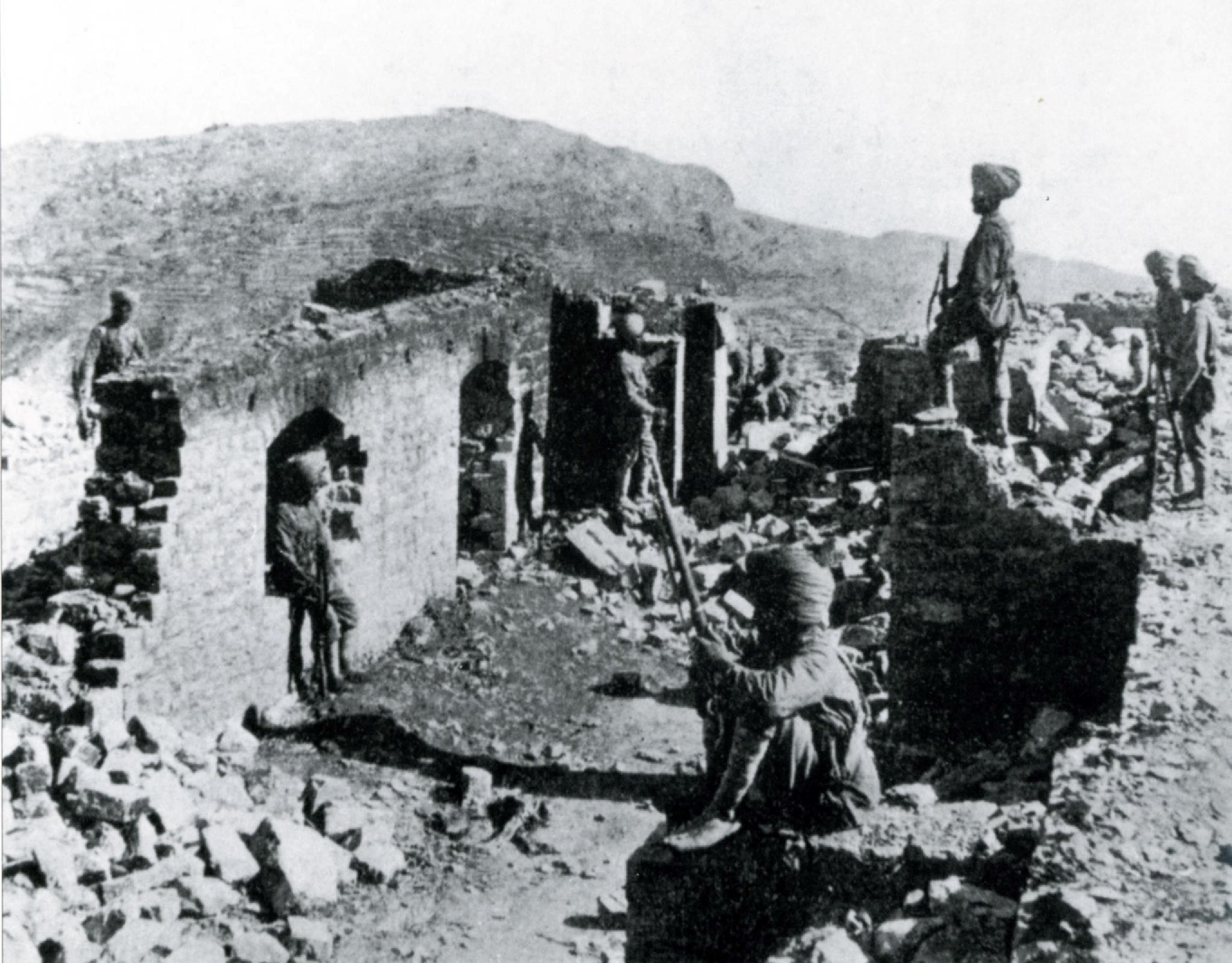
Фотографія з підписом «Форт Сарагархі (Сарагархі) у руїнах, показує головний вхід і форт Локхарт вдалині»

Зруйнувавши Сарагархі, афганці спробували атакувати форт Гулістан, але вони затрималися надто довго, і в ніч з 13 на 14 вересня туди прибуло підкріплення. Пізніше пуштуни визнали, що під час битви при Сарагархі вони втратили близько 180 убитими і набагато більше пораненими. Кажуть, що близько 600 тіл було помічено навколо зруйнованого посту, коли прибула група допомоги (проте 14 вересня форт було відвойовано за допомогою інтенсивного артилерійського вогню, який міг спричинити деякі жертви). Загальні втрати за всю кампанію, включаючи битву при Сарагархі, склали близько 4800 осіб.

## Вшанування пам'яті

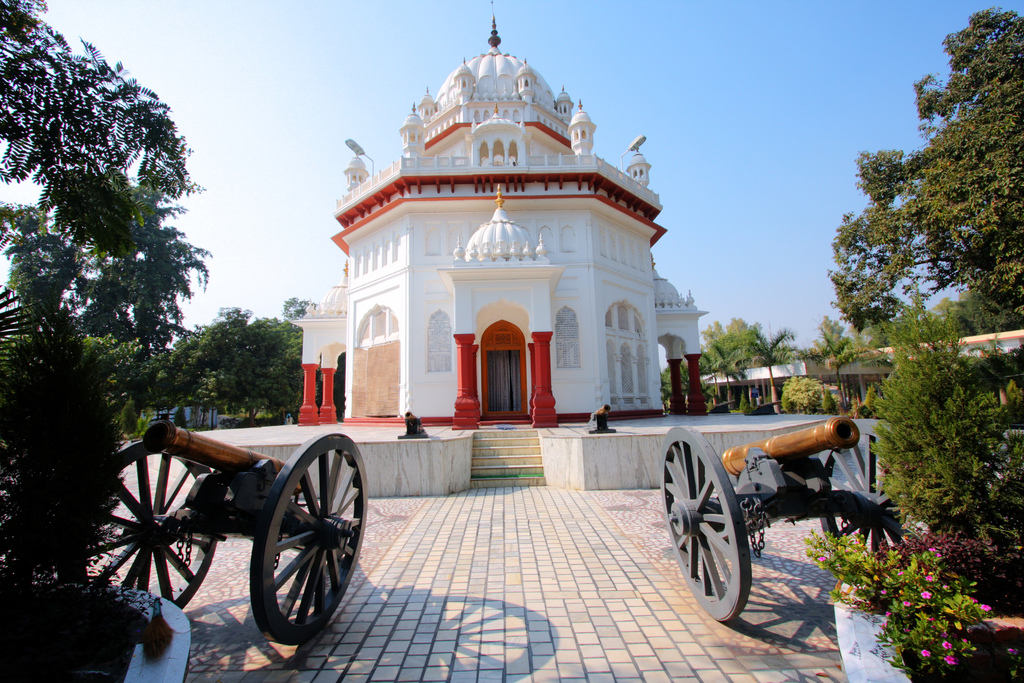
Гурдвара в пам'ять про битву при Сарагадхі, побудована у 1904 році

Битва стала знаковою для військової історії Британської імперії та історії сикхів. Сучасний Сикхський полк Індійської армії продовжує вшановувати день памяті битви при Сарагархі 12 вересня кожного року як День полкової бойової честі.
У вшанування пам'яті битви було побудовано дві гурдвари: одну в Амрітсарі, неподалік від головного входу в Золотий Храм, а іншу — у Фірозпурі, звідки походила більшість захисників форту.
Пам'яті сикхів, які загинули в Сарагархі, присвячена Епічна поема «Хальса Бахадур».

### В індійських школах
Збройні сили Індії наполягали на тому, щоб битва при Сарагхарі була в індійській шкільній програмі. У 1999 році в найстарішій газеті Пенджабу, The Tribune, були надруковані різні статті з цього приводу, наприклад: «військові дії в Сарагархі викладають студентам у всьому світі і особливо студентам у Франції». Хоча, здається, для цього твердження немає жодних доказів, цієї новини було достатньо, щоб спровокувати політичні дебати, і ця битва була включена в шкільну програму в школах Пенджабу з 2000 року.

### День Сарагархі
День Сарагархі відзначається щороку 12 вересня в пам'ять про битву при Сарагархі. Щороку 12 вересня сикхські військовослужбовці та цивільні вшановують пам'ять битви по всьому світу. Усі підрозділи індійського Сикхського полку щороку відзначають День Сарагархі як День полкової бойової честі.

## У масовій культурі
- У вересні 2017 року документальний фільм британського журналіста-кінематографіста Джея Сінгх-Сохала «Сарагархі: правдива історія» — був показаний у Національному меморіальному дендрарії в Стаффордширі з нагоди 120-х роковин битви.[24]

- Серіал 21 Sarfarosh — Saragarhi 1897 транслювався на Discovery Jeet з 12 лютого 2018 року по 11 травня 2018 року, у головних ролях Мохіт Райна, Мукул Дев і Балрадж Сінгх Кхехра.[25][26][27]

- «Kesari» (2019) — фільм режисера Анурага Сінгха з Акшаєм Кумаром у головній ролі[28], який зібрав понад 100 крор рупій по всьому світу в перші вихідні під час фестивалю Холі.[29]

- Сини Сардаара: Битва при Сарагархі : у липні 2016 року Аджай Дев поділився постером фільму, продовження фільму Син Сардаара.[30]

## Подальше читання
- Sharma, Anuj Harshwardhan. 2017. Against All Odds at Saragarhi. New Delhi: Star Print-o-Bind. ASIN BO77C94TXJ.
- Singh, Amarinder. 2017. Saragarhi and the Defence of the Samana Forts. New Delhi: Bookwise Pvt. Ltd. ISBN 978-8187330677
- Singh-Sohal, Jay. 2013. Saragarhi: The Forgotten Battle. Birmingham: Dot Hyphen Publishers. ISBN 978-0957054073
- Singh, Kanwaljit, and H.S. Ahluwalia. 1987. Saragarhi Battalion: Ashes to Glory. New Delhi: Lancer International. ISBN 81-7062-022-8
- Sidhu, Daljeet Singh, and Amarjit Virdi 2011. The Battle of Saragarhi: The Last Stand of the 36th Sikh Regiment. Gyan Khand Media. ISBN 9788190963749